# Lucas Zelarayán
Lucas Manuel Zelarayán (en armenio: Լուկաս Մանուել Զելարայան; Córdoba; 20 de junio de 1992) es un futbolista argentino, nacionalizado armenio, que juega como mediocampista ofensivo en Club Atlético Belgrano de la Primera División de Argentina.

## Trayectoria

### Club Atlético Belgrano
Debutó el 24 de abril de 2012 a la edad de 19 años en un partido contra Rosario Central por los octavos de final de la Copa Argentina.
En 2015 Zelarayán fue nombrado por la prensa argentina como el Mejor Jugador de la Liga, donde 103 periodistas de Córdoba y el interior del país participaron en la votación.

### Tigres de la UANL
Después de especulaciones sobre su futuro, el 20 de diciembre de 2015, el Chino posó en una fotografía con la señal de la barra Libres y Lokos, anunciando su llegada al club mexicano Tigres UANL, reforzando así al campeón de la Liga MX rumbo al Clausura 2016. El 21 de diciembre, Zelarayán llegó a la ciudad de Monterrey para firmar con los Tigres.
Debutó el 10 de enero de 2016, entrando como relevo de Rafael Sóbis al 75' en un partido de Liga contra Toluca en el Estadio Nemesio Diez, mismo que terminó en derrota de 1-0. Luego de perderse la jornada 2 y 3 por una lesión, regresaría entrando de cambio contra el Club León a minutos de terminar el partido. El 5 de febrero siguiente, convirtió su primer gol enfundado con la casaca de Tigres, en la victoria de 3-1 ante los Jaguares de Chiapas en el Estadio Cuauhtémoc.
Zelarayán inició como titular en la victoria de Tigres por 1-0 sobre el Pachuca, en el partido para definir al Campeón de Campeones 2015-16 de México, llevado a cabo el 10 de julio en el StubHub Center de Carson, California.

### Columbus Crew
De cara a la temporada 2020 de la MLS, es confirmado como refuerzo del Columbus Crew. Debutó con su nuevo club el 1 de marzo de 2020 en la victoria 1 a 0 frente a New York City, por la primera fecha del torneo local, donde además marcó el único gol del partido.
El 12 de diciembre del mismo año, marcó 2 goles y dio una asistencia en la victoria 3 a 0 frente a Seattle Sounders, por la final de la MLS, logrando el título.
En tres años y medio con el conjunto estadunidense, Zelarayán disputó 106 partidos, anotó 42 goles y repartió 22 asistencias.

### Al-Fateh
Luego de su paso por el Columbus Crew SC de la MLS, se convirtió en refuerzo del Al-Fateh de la Liga Profesional Saudí.
Estaría en el Abna Al Nakhil (Hijos de la palma) durante dos temporadas, lo que dio como resultado un total de 43 partidos en los cuales marcó 9 goles y dio 11 asistencias. En el 2024 se lo eligió para conformar el once ideal de la Liga Profesional Saudí.

### Regreso a Belgrano
Tras no acoplarse del todo a la cultura árabe, el pirata pondría en marcha el operativo retorno para el chino. 
Se concretó la salida del armenio del Al-Fateh para volver después de 10 años al club Belgrano, firmando contrato hasta finales de 2027 con la institución de barrio Alberdi.

## Selección nacional
A pesar de haber nacido y criado en la provincia de Córdoba, Argentina, cuenta con la nacionalidad armenia por parte de su madre y decidió representar esa selección. Debutó el 8 de octubre de 2021 en un empate a uno ante Islandia en la clasificación para el Mundial 2022 y dio la asistencia del gol armenio.

## Estadísticas

### Clubes
Actualizado de acuerdo al último partido jugado el 9 de agosto de 2025.
| Club                          | Div.          | Temporada     | Liga  | Liga  | Liga   | Copas nacionales | Copas nacionales | Copas nacionales | Torneos internacionales | Torneos internacionales | Torneos internacionales | Total | Total | Total  |
| Club                          | Div.          | Temporada     | Part. | Goles | Asist. | Part.            | Goles            | Asist.           | Part.                   | Goles                   | Asist.                  | Part. | Goles | Asist. |
| ----------------------------- | ------------- | ------------- | ----- | ----- | ------ | ---------------- | ---------------- | ---------------- | ----------------------- | ----------------------- | ----------------------- | ----- | ----- | ------ |
| C. A. Belgrano Argentina      | 1.ª           | 2011-12       | —     | —     | —      | 1                | 0                | 0                | —                       | —                       | —                       | 1     | 0     | 0      |
| C. A. Belgrano Argentina      | 1.ª           | 2012-13       | 8     | 0     | 0      | 1                | 0                | 0                | —                       | —                       | —                       | 9     | 0     | 0      |
| C. A. Belgrano Argentina      | 1.ª           | 2013-14       | 18    | 1     | 0      | —                | —                | —                | —                       | —                       | —                       | 18    | 1     | 0      |
| C. A. Belgrano Argentina      | 1.ª           | 2014          | 19    | 4     | 3      | 1                | 0                | 0                | —                       | —                       | —                       | 20    | 4     | 3      |
| C. A. Belgrano Argentina      | 1.ª           | 2015          | 30    | 5     | 3      | 1                | 0                | 0                | 2                       | 0                       | 0                       | 33    | 5     | 3      |
| Tigres de la UANL · México    | 1.ª           | C-2016        | 15    | 1     | 1      | 1                | 0                | 0                | 4                       | 0                       | 0                       | 20    | 1     | 1      |
| Tigres de la UANL · México    | 1.ª           | 2016-17       | 40    | 8     | 7      | 1                | 0                | 0                | 7                       | 0                       | 0                       | 48    | 8     | 7      |
| Tigres de la UANL · México    | 1.ª           | 2017-18       | 21    | 3     | 1      | 3                | 1                | 1                | 4                       | 1                       | 0                       | 28    | 5     | 2      |
| Tigres de la UANL · México    | 1.ª           | 2018-19       | 22    | 5     | 4      | 3                | 0                | 0                | 2                       | 0                       | 0                       | 27    | 5     | 4      |
| Tigres de la UANL · México    | 1.ª           | A-2019        | 15    | 4     | 0      | —                | —                | —                | —                       | —                       | —                       | 15    | 4     | 0      |
| Tigres de la UANL · México    | Total club    | Total club    | 113   | 21    | 13     | 8                | 1                | 1                | 17                      | 1                       | 0                       | 138   | 23    | 14     |
| Columbus Crew Estados Unidos  | 1.ª           | 2020          | 21    | 8     | 3      | —                | —                | —                | —                       | —                       | —                       | 21    | 8     | 3      |
| Columbus Crew Estados Unidos  | 1.ª           | 2021          | 32    | 12    | 4      | —                | —                | —                | 3                       | 1                       | 2                       | 35    | 13    | 6      |
| Columbus Crew Estados Unidos  | 1.ª           | 2022          | 29    | 10    | 7      | —                | —                | —                | —                       | —                       | —                       | 29    | 10    | 7      |
| Columbus Crew Estados Unidos  | 1.ª           | 2023          | 20    | 10    | 6      | —                | —                | —                | 1                       | 1                       | 0                       | 21    | 11    | 6      |
| Columbus Crew Estados Unidos  | Total club    | Total club    | 102   | 40    | 20     | 0                | 0                | 0                | 4                       | 2                       | 2                       | 106   | 42    | 22     |
| Al-Fateh S. C. Arabia Saudita | 1.ª           | 2023-24       | 30    | 8     | 9      | 2                | 0                | 0                | —                       | —                       | —                       | 32    | 8     | 9      |
| Al-Fateh S. C. Arabia Saudita | 1.ª           | 2024-25       | 11    | 1     | 2      | —                | —                | —                | —                       | —                       | —                       | 11    | 1     | 2      |
| Al-Fateh S. C. Arabia Saudita | Total club    | Total club    | 41    | 9     | 11     | 2                | 0                | 0                | 0                       | 0                       | 0                       | 43    | 9     | 11     |
| C. A. Belgrano Argentina      | 1.ª           | 2025          | 14    | 2     | 2      | 2                | 1                | 1                | —                       | —                       | —                       | 16    | 3     | 3      |
| C. A. Belgrano Argentina      | Total club    | Total club    | 89    | 12    | 8      | 6                | 1                | 1                | 2                       | 0                       | 0                       | 97    | 13    | 9      |
| Total carrera                 | Total carrera | Total carrera | 345   | 82    | 52     | 16               | 2                | 2                | 23                      | 3                       | 2                       | 384   | 87    | 56     |
| 1. 2. 3.                      |               |               |       |       |        |                  |                  |                  |                         |                         |                         |       |       |        |

### Selección nacional
Actualizado de acuerdo al último partido jugado el 17 de noviembre de 2024.
| Selección        | Año             | Amistosos | Amistosos | Amistosos | Eliminatorias | Eliminatorias | Eliminatorias | Continental | Continental | Continental | Mundial | Mundial | Mundial | Total | Total | Total  |
| Selección        | Año             | Part.     | Goles     | Asist.    | Part.         | Goles         | Asist.        | Part.       | Goles       | Asist.      | Part.   | Goles   | Asist.  | Part. | Goles | Asist. |
| ---------------- | --------------- | --------- | --------- | --------- | ------------- | ------------- | ------------- | ----------- | ----------- | ----------- | ------- | ------- | ------- | ----- | ----- | ------ |
| Absoluta Armenia | 2021            | —         | —         | —         | 4             | 0             | 1             | —           | —           | —           | —       | —       | —       | 4     | 0     | 1      |
| Absoluta Armenia | 2022            | —         | —         | —         | —             | —             | —             | 2           | 0           | 0           | —       | —       | —       | 2     | 0     | 0      |
| Absoluta Armenia | 2023            | —         | —         | —         | 8             | 3             | 1             | —           | —           | —           | —       | —       | —       | 8     | 3     | 1      |
| Absoluta Armenia | 2024            | 2         | 0         | 0         | —             | —             | —             | 6           | 2           | 1           | —       | —       | —       | 8     | 2     | 1      |
| Total selección  | Total selección | 2         | 0         | 0         | 12            | 3             | 2             | 8           | 2           | 1           | 0       | 0       | 0       | 22    | 5     | 3      |
| 1. 2.            |                 |           |           |           |               |               |               |             |             |             |         |         |         |       |       |        |

### Resumen estadístico
| Torneo                  | Part. | Goles | Asist. |
| ----------------------- | ----- | ----- | ------ |
| Liga                    | 345   | 82    | 52     |
| Copas nacionales        | 16    | 2     | 2      |
| Torneos internacionales | 23    | 3     | 2      |
| Selección de Armenia    | 22    | 5     | 3      |
| Total                   | 406   | 92    | 59     |

## Palmarés

### Títulos nacionales
| Título               | Club              | País           | Año     |
| -------------------- | ----------------- | -------------- | ------- |
| Campeón de Campeones | Tigres de la UANL | México         | 2015-16 |
| Primera División     | Tigres de la UANL | México         | A-2016  |
| Campeón de Campeones | Tigres de la UANL | México         | 2016-17 |
| Primera División     | Tigres de la UANL | México         | A-2017  |
| Campeón de Campeones | Tigres de la UANL | México         | 2017-18 |
| Primera División     | Tigres de la UANL | México         | C-2019  |
| MLS Cup              | Columbus Crew     | Estados Unidos | 2020    |